# Richard Harold Naylor
 (juillet 2023).
Richard Harold Naylor (2 août 1889 - 1952), également connu sous le nom de de R. H. Naylor, était un  astrologue britannique crédité pour avoir inventé la colonne d'horoscope dans les journaux. Il est devenu célèbre du jour au lendemain grâce à ses prédictions précises et à l'introduction de l'horoscope à douze signes (astrologue des signes solaires) dans la presse écrite de masse.
Son horoscope de la nouvelle-née Princesse Margaret pour le Sunday Express a donné lieu à une chronique régulière qui a rapidement été copiée par d'autres journaux britanniques.

## Horoscope de la Princesse Margaret
Au cours des années 1920, Naylor a travaillé en étroite collaboration avec Cheiro, le principal astrologue de son époque. Il a assisté Cheiro dans la création de plusieurs de ses livres d'astrologie.
Pendant l'été 1930, l'attente de la naissance de la princesse Margaret, survenue seulement neuf mois après le grand krach boursier de 1929, a été perçue comme une occasion de partager une bonne nouvelle durant une période sombre. Le rédacteur en chef du tabloïd Sunday Express, cherchant à apporter une touche originale à l'événement, a proposé des prédictions sur l'avenir de la princesse. Cheiro ayant décliné l'offre, Naylor a ainsi rédigé le 24 août 1930 l'article "What the Stars Foretell for the New Princess", dans lequel il offre des traits de caractère et des prédictions pour la princesse Margaret.Naylor y a également ajouté des prédictions et des commentaires basés sur les dates de naissance des lecteurs, ce qui a été si populaire qu'il s'est vu offrir une série d'articles.

Une introduction à l'article devait expliquer aux lecteurs du Sunday Express  ce qu'était un horoscope :
Tout le monde s'intéresse à l'avenir. Peut-il être dit par les étoiles? Les lecteurs du Sunday Express pourront en juger par eux-mêmes après avoir lu l'article suivant, qui vous dit juste ce qui devrait se passer pendant le reste du mois. . . M. Naylor a inclus dans l'article un horoscope extrêmement intéressant – une observation des cieux à l'heure de la naissance d'une personne.
Naylor lui-même expliqua : "Voici l'« horoscope » de la « baby princess » et prédisit, sur plus de trois colonnes de texte, qu'elle mènerait une « vie mouvementée ». Le reste de l'article donnait des prévisions générales en fonction des dates de naissance.

## Crash du R101

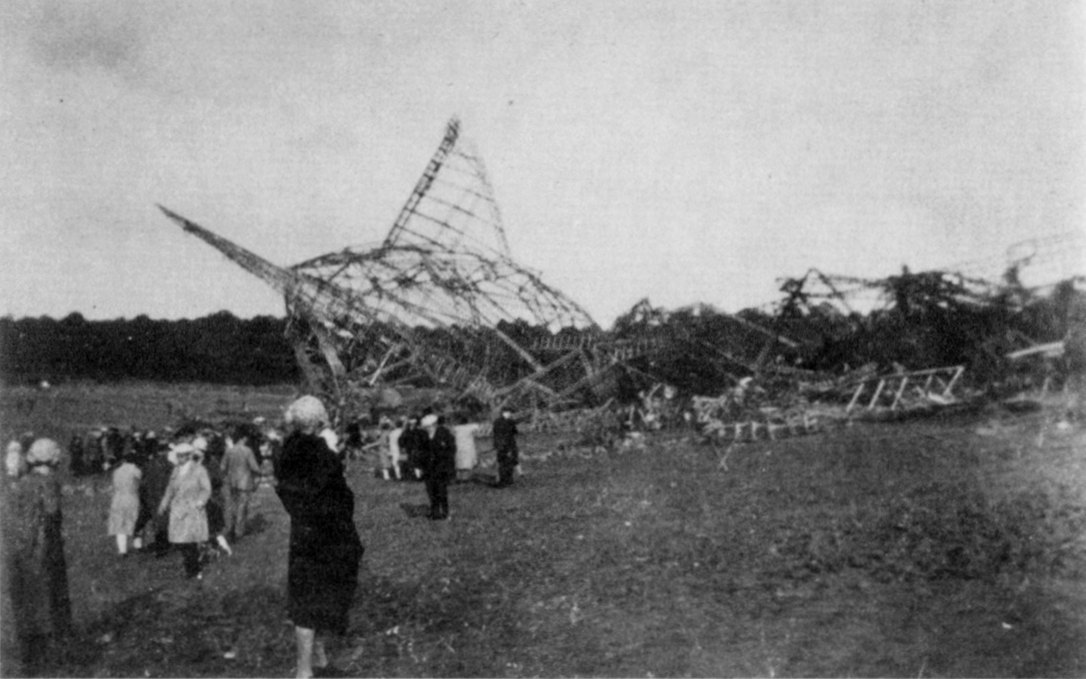
L'épave du R101

L'article rencontra un énorme succès et Naylor fut sollicité pour en produire davantage. Le Sunday Express organisa ainsi une publication exceptionnelle le 31 août, et Naylor rédigea alors deux colonnes de prédictions pour les personnes nées en septembre et en octobre. De manière surprenante, les natifs n'étaient pas classés par signes astrologiques dans l'article de Naylor, mais plutôt selon s'ils étaient nés avant ou après le 23 septembre. À cette époque, très peu de personnes connaissaient leur signe astrologique. Naylor faisait donc la distinction entre les deux dernières décades de la Vierge (avant le 23 septembre) et la première décade de la Balance (nés après).
Dans ses articles « Êtes-vous né en septembre ? » et « Êtes-vous né en octobre ? » (qui paraît le 5 octobre) Naylor prédit qu'"un avion britannique sera en danger entre le 8 et le 15 octobre". Le 5 octobre 1930, jour même de la publication de cette prédiction, le dirigeable R101 s'écrase et brûle à Beauvais, en France, tuant près de cinquante personnes, dont le ministre britannique de l'Air et le vice-amiral de la Royal Navy.
Naylor a été crédité d'une prédiction réussie et, par conséquent, se vit offrir une chronique hebdomadaire dans le Sunday Express de Gordon. Sa chronique devint la première chronique régulière d'astrologie en Grande-Bretagne, et son succès fut tel que d'autres journaux britanniques emboîtèrent rapidement le pas en proposant leurs propres chroniques régulières d'astrologie.

## Signes solaires
En 1937, Naylor avait développé un système utilisant les 12 signes solaires ( signes astrologiques ) qu'il appelait "Your Stars". Ce système simplifié d'astrologie permettait de faire douze prévisions basées uniquement sur la date de naissance du lecteur. Les prévisions pouvaient être modifiées à l'infini, en faisant ainsi une rubrique idéale pour les journaux réguliers. Cependant, les colonnes de Naylor, ont continué à combiner les prévisions du signe astrologique par mois de naissance avec les prévisions pour la semaine à venir par jour intitulées "Tendances pour tout le monde".

## Échec de la prévision de la Seconde Guerre mondiale
Les prévisions de Naylor combinaient des recommandations personnelles, telles que les meilleurs jours pour acheter ou vendre et les meilleures couleurs à porter pour attirer la chance, avec des prévisions audacieuses sur les événements mondiaux. Par exemple, le 28 mai 1939, au bord de la Seconde Guerre mondiale, il prévoyait que les gens ne devraient pas "considérer l'Europe comme le siège de la conflagration. En réalité, le danger réside en Méditerranée, au Proche-Orient et en Irlande - sur la mer et les côtes plutôt qu'à l'intérieur des terres". Naylor a poursuivi: "Le véritable danger qui menace la civilisation est double: – (1) Le mariage sans enfant; (2) L'échec des agriculteurs (qui sont, après tout, les hommes clés de toute civilisation) à comprendre les voies de la nature et conserver la fertilité du sol. "  La chronique était accompagnée d'une carte représentant la zone de risque selon Naylor.

## Carrière ultérieure
La pénurie de papier pendant et après la Seconde Guerre mondiale a entraîné la suppression de nombreuses rubriques du Sunday Express, y compris les horoscopes. La colonne de Naylor a continué jusqu'à environ mai 1942 , bien qu'elle ait alors été  raccourcie et rédigée de manière plus condensée. La colonne est revenue en 1952, et bien qu'il soit décédé plus tard cette année-là, le travail de Naylor a été poursuivi par son fils, John Naylor.